# SAME Ariete
Der SAME Ariete [a.ˈrjɛ.te] (italienisch ariete „Widder“ oder „Rammbock“) ist ein Traktormodell des italienischen Herstellers SAME, das zwischen 1963 und 1973 produziert wurde. Es war das Spitzenmodell im Traktorenangebot von SAME und wurde mit Hinterradantrieb und Allradantrieb gebaut. Bei Letzterem trug es den Namenszusatz DT („Doppia Trazione“). Die Blechteile des Ariete sind rot-orange und das Fahrgestell ist in glänzendem Tiefblau lackiert. Er basiert auf dem SAME 480, der von 1959 bis 1963 produziert wurde und mit 82 PS etwas leistungsschwächer ist.
Der SAME Ariete wurde nicht nur in Italien verkauft, sondern auch in andere südeuropäische Länder sowie nach Afrika und Südamerika exportiert. Insgesamt baute SAME etwa 2400 Einheiten von diesem Traktormodell.

## Technische Daten
Der SAME Ariete wird von einem luftgekühlten 4-Zylinder-Dieselmotor mit einer Leistung von 85 PS bei  4986 cm³ Hubraum angetrieben. Er hat ein SAME-Wechselgetriebe mit acht Vorwärts- und vier Rückwärtsgängen und erreicht eine Höchstgeschwindigkeit von bis zu 25 km/h. Zur Serienausstattung gehörte unter anderem der SAME-Kraftheber Valvamatic.